# Ljubislava
Ljubislava je žensko osebno ime.

## Izvor imena
Ime Ljubislava je različica imena Ljuba.

## Pogostost imena
Po podatkih Statističnega urada Republike Slovenije je bilo na dan 31. decembra 2007 v Sloveniji število ženskih oseb z imenom Ljubislava: 41.

## Osebni praznik
V koledarju je ime Ljubislava skupaj z imenom Ljuba; god praznuje 28. septembra.